# Acquappesa
Acquappesa (U Casàle in calabrese) è un comune italiano di 1 748 abitanti della provincia di Cosenza in Calabria.

## Geografia fisica

### Territorio
Il suo territorio si estende per 17,75 km², di cui 7 km² di superficie boschiva ed è inoltre costituito da un'isola amministrativa denominata "Pistuolo e Spaliota", invece 6 km sono lineari e di costa.
Il territorio è delimitato a nord dal torrente Fiumicello e a sud dal fiume Bagni ed è bagnato dal Mar Tirreno.
Le principali vette sono: Balze della Mortilla (364 m s.l.m.), Cozzo del Greco (626 m s.l.m.), Cozzo Moleo (675 m s.l.m.), Monte Pistuolo (972 m s.l.m.), Quercia Rotonda (302 m s.l.m.), La Rupe del Diavolo (301 m s.l.m.).

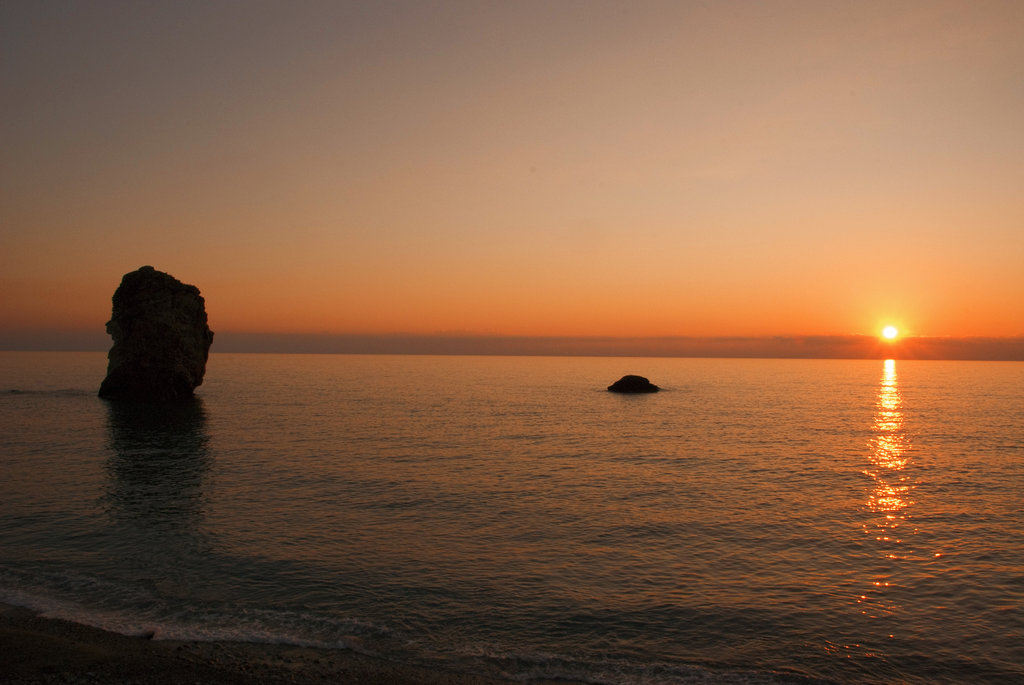
Scoglio della Regina ad Acquappesa

I principali corsi d'acqua sono il fiume Bagni e i torrenti Acqua fetida, Fiumicello, Morgione, Sorbo.

## Origini del nome
Il nome del paese si riferisce alla presenza in zona di una cascata, quindi "acqua appesa".

## Storia
Nel 1927 venne fuso con il comune di Guardia Piemontese, formando il nuovo comune di Guardia Piemontese Terme. Recuperò l'autonomia nel 1945.

### Simboli
Lo stemma e il gonfalone del comune di Acquappesa sono stati concessi con decreto del presidente della Repubblica del 9 aprile 1955.
Il gonfalone è un drappo d'azzurro. La fontana fa riferimento alla sorgente termale di Terme Luigiane, conosciuta fin dall'antichità ed una delle stazioni idrominerali più frequentate ed attrezzate della Calabria.

## Società

### Evoluzione demografica
Abitanti censiti

## Economia

### Turismo
Nel periodo estivo Acquappesa conta circa 6 000 presenze. Particolarmente frequentate sono le Terme Luigiane, che dispongono di una ricettività alberghiera di 811 posti letto.

## Infrastrutture e trasporti

### Strade
- Acquappesa è attraversata dalla SS 18 Tirrena inferiore.

### Ferrovie
- La stazione di Acquappesa è servita da treni regionali.

## Amministrazione

### Sindaci di Acquappesa
| Periodo | Periodo   | Primo cittadino        | Partito                                            | Carica  | Note |
| ------- | --------- | ---------------------- | -------------------------------------------------- | ------- | ---- |
| 1995    | 2004      | Giorgio Maritato       | Lista civica                                       | Sindaco |      |
| 2004    | 2014      | Giovanni Saverio Capua | Lista civica                                       | Sindaco |      |
| 2014    | 2019      | Giorgio Maritato       | Lista civica "Uniti in Continuità"                 | Sindaco |      |
| 2019    | 2024      | Francesco Tripicchio   | Lista civica "Forza Determinazione Partecipazione" | Sindaco |      |
| 2024    | in carica | Francesco Tripicchio   | Lista civica "Insieme"                             | Sindaco |      |

## Sport
Ha sede nel comune la società di calcio A.S.D. Polisportiva Acquappesa 1990, che ha disputato campionati dilettantistici regionali.
Le Terme Luigiane sono state più volte arrivo di tappa del Giro d'Italia:
- Giro d'Italia 1993: 5ª tappa, vinta da Dmitrij Konyšev
- Giro d'Italia 1995: 7ª tappa, vinta da Maurizio Fondriest
- Giro d'Italia 1999: 4ª tappa, vinta da Laurent Jalabert
- Giro d'Italia 2003: 3ª tappa, vinta da Stefano Garzelli
- Giro d'Italia 2017: 6ª tappa, vinta da Silvan Dillier